# Попова Гребля
Попова Гре́бля (укр. Попова Гребля; с 1923 по 2016 год — Черво́ная Гре́бля, укр. Червона Гребля) — село на Украине, находится в Чечельницком районе Винницкой области.
Население по переписи 2001 года составляет 1309 человек. Почтовый индекс — 24824. Телефонный код — 4351.
Занимает площадь 4,4 км².

## Адрес местного совета
Винницкая область, Чечельницкий район, с. Попова Гребля, ул. Кирова, 6, тел. 2-66-19